# Баджі-Сара
Баджі-Сара (перс. باجي سرا) — село в Ірані, у дегестані Отаквар, у бахші Отаквар, шагрестані Лянґаруд остану Ґілян. За даними перепису 2006 року, його населення становило 21 особу, що проживали у складі 7 сімей.